# Odes de Salomon
Pour les articles homonymes, voir Ode (homonymie).
Les Odes de Salomon sont un recueil de quarante-deux poèmes chrétiens composés en syriaque (ou peut-être en grec) par un chantre inconnu au début ou au milieu du IIe siècle,. Le texte provient sans doute de la Syrie du nord, à Édesse.

## Contenu
«Il s'agit de textes d'allure liturgique, où le locuteur est tour à tour le fidèle, la communauté, ou le Christ lui-même».
Ce sont des poèmes très élaborés avec un riche symbolisme proche du vocabulaire et de la pensée de saint Jean (Apôtre). Leur interprétation est délicate car on n'a aucune certitude concernant leur contexte, leurs destinataires, leur auteur, leurs utilisations et aussi parce que la forme poétique est peu utilisée dans les textes apocryphes.
Néanmoins la recherche est d'avis que les Odes étaient utilisées dans la liturgie par des communautés chrétiennes des premiers siècles. Dans le Pseudo-Anasthase, les Odes sont mentionnées comme des lectures pour les catéchumènes. Les Odes étaient probablement des hymnes d’Église d’où le fait qu'elles soient citées par Lactance et par la Pistis Sophia. Les textes rendus familiers par l’usage liturgique étaient facilement mis par écrit. Les nombreuses références à la communauté des saints laissent à penser à des hymnes liturgiques. Les références au baptême font penser à des hymnes baptismaux.

## L’auteur
D'après la tradition, l'auteur écrit selon le pseudonyme du roi Salomon comme l'indique le titre des Odes. Il s'agit donc du fils de David, titre donné à Jésus dans le Nouveau Testament ; il s'agit donc de la Sagesse qui parle et du bâtisseur du Temple, de la maison d'éternité établie par Dieu à Jérusalem. Tous ces aspects sont présents dans les Odes. En dehors de ce procédé littéraire d'identification à la Sagesse, à Salomon, l'auteur, d'après les allusions du texte, semble appartenir au milieu juif et chrétien des nazirs de la caste sacerdotale de Jérusalem.

## Milieu de production
Des quarante-deux poèmes, quarante ont été transmis en syriaque, cinq en copte, un en grec, et un, fragmentaire, en latin. On ne sait pas avec certitude si la langue d'origine était le syriaque ou le grec.
Plusieurs hypothèses, parfois contradictoires ont été élaborées:
- origine juive : l’auteur serait un juif converti au christianisme [odes 15 et 25]. Les partisans de cette hypothèse parlent d’une « interpolation ». Des éléments chrétiens auraient été ajoutés dans un texte juif préexistant.

Arguments en faveur de cette hypothèse :  le genre littéraire est proche de celui de l'Ancien Testament, la tradition a juxtaposé les Odes de Salomon avec les Psaumes de Salomon, qui est un écrit juif.
- origine chrétienne : on note une grande proximité des thèmes avec ceux qu'on trouve dans l’évangile de Jean. Pour Harris elles seraient issues d’un christianisme très primitif. Drijvers y voit, quant à lui, des attaques contre la communauté de Mani et fait des Odes un écrit anti-gnostique.
- origine gnostique : seul le genre littéraire serait juif. Accent fort est porté sur « la connaissance, le Verbe, la vérité » et les idées dualistes. On a émis l'hypothèse des Odes issues d’un groupe de chrétiens égyptiens gnostiques.
- origine qumranienne : Charlesworth pense que c’est l’œuvre d’un qumranien converti. Il évoque la possibilité d'une grande proximité avec l'auteur de l'évangile de Jean (deux auteurs issus de la même communauté ?). Même si les Odes étaient issues du milieu gnostique, elles relèvent malgré tout du judéo-christianisme proche de Jean.

## Histoire du texte
Le nom des Odes de Salomon était connu par le témoignage d'auteurs chrétiens des premiers siècles, mais le texte était perdu. Ce n'est qu'au début du XXe siècle que le texte est redécouvert, avec plusieurs manuscrits, au hasard des bibliothèques.
J. Rendel Harris découvre en 1909 un manuscrit presque complet contenant le texte des Odes. Jusqu'alors on disposait seulement d'un manuscrit de British Museum, malheureusement incomplet au début et à la fin qui était probablement une copie réalisée au XVIe siècle.
Ensuite c'est grâce à F. C. Burkitt qu'un second manuscrit est retrouvé en 1912. Celui-ci contenait les odes 17, 7 à 42.

#### Traductions
- Les Odes de Salomon, traduction introduction et notes par Marie-Joseph Pierre, Brepols 1994
- Les Odes de Salomon, présentation et traduction par Éphrem Azar, Sagesses chrétiennes, Le Cerf, 1996
- Les Odes de Salomon, traduction J. Guirau et A.G. Hamann, les Pères dans la foi, Migne, 2008

### Liens Externes
- Notices dans des dictionnaires ou encyclopédies généralistes :   - Brockhaus
  - Nationalencyklopedin
  - Store norske leksikon
- Notices d'autorité :   - VIAF
  - BnF (données)
  - IdRef
  - LCCN
  - GND
  - Pologne
  - Israël
  - Norvège
  - WorldCat
- Les Odes de Salomon, Hugo Gressmann (1913), Revue de Théologie et de Philosophie, ETH-Bibliothek Zurich
- Compte-rendu de Jean-Marie Auwers de la présentation et de la traduction d'Éphrem Azar des Odes de Salomon dans la coll. Sagesses chrétiennes (1996), Revue théologique de Louvain - Persée